# اتصال اهمی

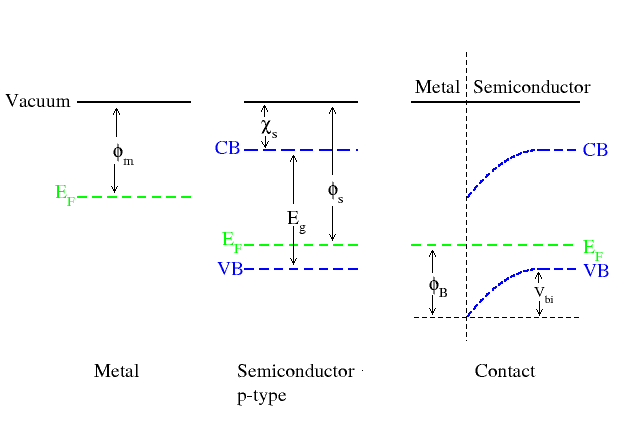
تضاویر مدار اتصال اهمی

اتصال اهمی یک اتصال نایکسوساز است و در بخشی از یک قطعهٔ نیم‌رسانا صورت می‌گیرد که در آن منحنی ولتاژ-جریان (I-V) خطی و متقارن است. این اتصال معمولاً از نوع اتصال فلز-نیمه‌رسانا و بین پایه‌ها و مادهٔ نیم‌رسانا ایجاد می‌شود. اگر مشخصهٔ ولتاژ-جریان غیرخطی و نامتقارن باشد، اتصال اهمی نیست، بلکه یک اتصال سدی یا سد شاتکی است که منجر به ایجاد یک اتصال یکسوساز می‌شود که به آن دیود شاتکی می‌گویند.
به عنوان یک قاعده، اتصال‌های اهمی در محل‌هایی از نیم‌رسانا که ناخالصی زیادی داشته باشند شکل می‌گیرند. آلایش زیاد منجر به نازک‌تر شدن ناحیهٔ تخلیهٔ روی سطح می‌گردد و به الکترون‌ها اجازه می‌دهد به سادگی در هر دو جهت با استفاده از تونل‌زنی کوانتمی در درون سد جریان یابند.

## واژه‌نامه
1. ↑  blocking
2. ↑  Schottky barrier